# Kronburg
Kronburg là một đô thị ở huyện Unterallgäu bang Bayern, Đức.